# إريك فرانك
إريك فرانك (بالفنلندية: Erik Frank)‏ هو دراج فنلندي، ولد في 12 نوفمبر 1899 في توسولا في فنلندا، وتوفي في 5 يناير 1972 في هلسنكي في فنلندا.

## وصلات خارجية
- إريك فرانك على موقع أوليمبيديا (الإنجليزية)